# هوندا سوییچیرو
هوندا سوییچیرو (به ژاپنی: 本田 宗一郎) (زاده ۱۷ نوامبر ۱۹۰۶ – درگذشته ۵ اوت ۱۹۹۱) مهندس و صنعتگر ژاپنی بود که در سال ۱۹۴۸ شرکت هوندا موتور را تأسیس کرد.
با وجود نابودی شرکت در جنگ جهانی دوم ولی بعد از جنگ دوباره آن را تجدید حیات کرد به‌گونه‌ای که شرکت هوندا را از یک کلبه چوبی که در آن دوچرخه‌های موتوردار تولید می‌کرد، به یک شرکت چندملیتی تولیدکننده خودرو و موتورسیکلت تبدیل نمود.